# Саарский плебисцит (1935)
Саарский плебисцит (1935) (нем. die Volksabstimmung im Saarland) — плебисцит о статусе Территории Саарского бассейна, находившейся под управлением Правительственной комиссии Лиги Наций с 1920 по 1935 годы в соответствии с Версальским договором 1919 года. Итогом народного волеизъявления стало одобренное Советом Лиги Наций воссоединение Территории Саарского бассейна с Германией, в пользу которого проголосовали более 477 тысяч избирателей.

## Предыстория
11 ноября 1918 года завершается Первая мировая война — война, в которой впервые были применены танки, подводный флот и химическое оружие, война, ознаменовавшая переход к новым тактикам ведения боя, способствовавшая колоссальным переменам в мировой политике. По итогам военных действий распадаются 4 Великие державы: Австро-Венгерская, Германская, Османская и Российская империи. На их пепелище возникают новые независимые государства. Подписанный 28 июня 1919 года в Версальском дворце во Франции одноимённый договор заложил основы послевоенного устройства мира и стал базисом Версальско-Вашингтонской системы международных отношений, временно закрепившей за Великими державами-победительницами право «арбитров» в разрешении споров и противоречий в Европе и за её пределами. Договор состоял из 440 статей, к нему прилагался протокол, разъясняющий некоторые статьи и уточняющий дальнейшие меры. IV отдел (статьи 45-50) полностью посвящён проблеме Саарского бассейна. Подписав договор, Германия лишилась права управления данной территорией и передала свои права на неё Лиге Наций, которая выступает в роли федеикомиссария. 49 статья устанавливает срок со дня вступления договора в силу, после которого населению Саара будет дозволено самостоятельно высказаться относительно статуса региона и его суверенитета. Статьи с 45 по 46 обозначают передачу Германией Франции саарских угольных копей в границах, чётко определённых 48 статьёй настоящего договора, «в полную и неограниченную собственность, свободными и чистыми от всяких долгов или повинностей и с исключительным правом эксплуатации».
Приложение к Версальскому мирному договору содержало 40 пунктов, зафиксированных в трёх главах. Первая глава посвящена использованию угольных копей и праву французской стороны расширять железнодорожное и телефонное сообщение Саарского бассейна. Во второй главе определяется система управления регионом на ближайшие 15 лет до момента проведения плебисцита: территория переходит под контроль правительственной комиссии Лиги Наций, состоящей из пяти представителей: «одного члена француза, одного члена не француза, уроженца и жителя территории Саарского Бассейна, и трех членов граждан трех стран, иных, чем Франция и Германия».
Третья глава IV раздела Версальского мирного договора посвящена так называемому народному опросу. Здесь определялись ориентировочное время проведения плебисцита и содержание вопросов в бюллетене. 34 пункт гласил, что граждане, проживающие на Территории Саарского бассейна, смогут выбрать между присоединением либо к Франции, либо к Германии. В качестве альтернативы значится «сохранение режима, установленного настоящим Договором и настоящим Приложением». В голосовании сможет принять участие каждый житель региона, проживающий здесь на момент проведения волеизъявления, достигший 20-летнего возраста. Без утверждения Лигой Наций ни один из возможных итогов голосования не может быть признан — указано в пункте 35.

## Подготовка к плебисциту и его проведение
В 1935 году истёк 15-летний срок, когда Территория Саарского бассейна находилась под управлением Лиги Наций. В связи с этим на повестку дня очередной сессии Лиги Наций в 1934 году был поставлен вопрос о проведении в этом же году народного голосования, обусловленного Версальским договором. Германия, взявшая после прихода к власти Адольфа Гитлера и НСДАП курс на постепенную ликвидацию решений Версальского договора, в результате внутреннего референдума 1933 года вышла из Лиги Наций. Тем не менее — Совет пригласил немецких представителей к активному обсуждению этого вопроса, однако те отказались. Несмотря на это, Совет и созданный им комитет во главе с итальянским бароном Помпео Алоизи 4 июня 1934 определили меры, которые примут на себя германское и французское правительства: они обязуются не оказывать ни прямое, ни косвенное давление на участников и организаторов референдума, соглашаются не применять к ним репрессивные меры. Дата проведения плебисцита была назначена на 13 января 1935 года, для его проведения постановили создать сеть плебисцитных трибуналов и комиссий, состоящих их нейтрально настроенных граждан Территории Саарского бассейна. В том же году французская сторона попросила Совет Лиги Наций рассмотреть дополнительные положения, касающиеся голосования и его возможных итогов: Французская республика добивалась гипотетического повторного плебисцита при условии, что народ проголосует за сохранение статуса-кво. Также она надеялась на установление Лигой Наций гарантий равенства прав и свобод франкоговорящих граждан Саара после возможного присоединения к Германии. В связи с внесёнными французами требованиями Германия вынуждена была направить своих представителей в Комитет Алоизи, который уже 5 декабря 1934 года достиг соглашения, которое однозначно не удовлетворило премьер-министра Франции Пьера Лаваля: ему не удалось добиться гарантий проведения повторного голосования и гарантий для антифашистов, бежавших в Саар от НСДАП, — Гитлер пообещал не ущемлять в правах только тех, кто прибыл в регион ещё до его прихода к власти, до 1933 года. Немецкое же правительство не удовлетворило требование Комитета Алоизи об отказе от дискриминации населения по признакам вероисповедания и расы — удалось лишь добиться временной отсрочки.
На основании резолюций Совета Лиги 1926 и 1927 годов Франция потребовала от Совета Лиги Наций санкцию на введение на территорию Территории Саарского бассейна войск для охраны правопорядка на время проведения плебисцита, однако немецкое правительство заявило, что введение иностранных войск в регион, над которым Германия имеет номинальный суверенитет, будет котироваться как нарушение первой статьи Локарнских соглашений 1925 («Высокие Договаривающиеся Стороны гарантируют <…> сохранение территориального статуса-кво, вытекающего из границ между <…> Германией и Францией, и неприкосновенность указанных границ, как они установлены по мирному договору, подписанному в Версале 28 июня 1919 г.,<…> а также соблюдение положений ст. 42 и 43 указанного договора относительно демилитаризованной зоны»). Будучи убеждённым в том, что саарский конфликт носит не сугубо франко-германский характер, а общемировой — Лаваль принял решение, что Франция не только откажется от введения собственных войск, но и откажется выступить участником международного контингента, который 22 декабря 1934 года будет введёт на Территорию Саарского бассейна. 11 января 1935 года, за два дня до плебисцита, Пьер Лаваль провозгласил полную незаинтересованность Франции в исходе народного волеизлияния.

## Агитация и пропаганда накануне плебисцита
В период незадолго до проведения плебисцита в Сааре активизировались немецкие и французские средства массовой информации, а также партии различного толка — Коммунистическая партия Германии, уже на тот момент запрещённая в Третьем рейхе, объединилась с саарскими социал-демократами (Deutsch-Saarländische Volkspartei, DSVP). Выступая единым фронтом, обе партии рассчитывали склонить жителей к голосованию за сохранение статуса-кво. Коммунисты понимали, что, прибрав к рукам Саар с его угольными копями, Гитлер начнёт форсировать производство оружия и техники, тем самым усугубив гонку вооружений, окончательно отвергнет постановления Версальского мирного договора, что впоследствии может привести к непредсказуемым результатам. Немецкий политический деятель, экс-министр внутренних дел Германской империи Карл Зеверинг, на влияние и популярность которого среди жителей Саара гитлеровская власть хотела сделать ставку, в мемуарах писал, что немецкое руководство планировало повлиять на итоги референдума. Зеверинг утверждал, что министерство иностранных дел Рейха открыто предлагало ему совместно с профсоюзным активистом Фрицем Гуземанном и бывшим председателем Рейхстага Паулем Лёбе направиться в Саар для организации выступлений и митингов, агитирующих за возвращение Территории Саарского бассейна Германии. Зеверинг категорически отверг данное предложение, однако в последовавшем интервью газете «Kölnische Zeitung» заявил, что хоть и не намерен больше принимать участие в политике, но призывает всех смириться с тем, что к власти пришли национал-социалисты. Его заявление оказало решающее влияние на моральное состояние и планы социал-демократов в Сааре, а развёрнутая агитационно-пропагандистская кампания Имперского Министерства народного просвещения и пропаганды Йозефа Геббельса на тему преимуществ присоединению региона к Германии не оставила никаких шансов сторонникам статуса-кво. «Маленький доктор» Йозеф Геббельс сделал своё дело, как сделали своё представители немецкой агентуры, активно действующей на территории оккупированного региона, во главе с поверенным референтом Отто Абецом, подтолкнувшие Францию к отказу от притязаний на Саар.

## Результаты плебисцита
Плебисцит, в ходе которого 527 тысяч саарских избирателей выразили позицию относительно своего будущего, состоялся в воскресный день 13 января 1935 года. Его результаты предсказуемы: около 477000 человек (90 %) проголосовали за вариант присоединения к Германии, число выбравших сохранение статуса-кво равнялось 46613, что соответствует 8,7 %, а сторонников присоединения к Франции набралось немногим более 2000 (0.40 %). В каждом избирательном округе унификацию с Германией поддержали не менее 83 % избирателей.
| Выбор                                | Подано голосов | %     |
| ------------------------------------ | -------------- | ----- |
| Унификация с Германией               | 477 089        | 90,73 |
| Статус-кво                           | 46 613         | 8,87  |
| Унификация с Францией                | 2 124          | 0,40  |
| Недействительные бюллетени           | 2 161          | -     |
| Всего/явка                           | 527 987        | 97,99 |
| Число зарегистрированных избирателей | 539 542        | 100   |
| Источник: Direct Democracy           |                |       |

Немецкие СМИ громогласно заявляли, что Саар — это первый шаг в восстановлении Германии в довоенных границах. Официальному подведению итогов плебисцита предшествовала поданная Коммунистической партией Германии жалоба в Совет Лиги Наций: коммунисты просили гарантировать безопасность меньшинству, проголосовавшему против присоединения к Германии, но Совету ничего не оставалось делать, кроме как признать и официально утвердить результаты голосования. Это и было сделано 17 января 1935 года. Было принято решение с 1 марта восстановить Германию в правах по управлению Территорией Саарского бассейна и, в соответствии с 48 статьёй Версальского мирного договора, присоединить к ней обозначенную территорию в указанных в договоре границах. Пока немецкие и французские политики и дипломаты договаривались в итальянском Неаполе о финансовых и экономических вопросах, из Саарбрюккена на Прагу, Вену и Париж раз за разом отправлялись поезда, переполненные искавшими новое убежище саарскими жителями. Уже в середине февраля была обустроена немецко-французская таможенная граница, а Саар полностью перешёл в ведение таможни Рейха, а в назначенный срок — 1 марта — делегация Лиги Наций торжественно передала управление Сааром германским представителям.

## Последствия
Уже через две недели после присоединения воодушевлённый успехом Гитлер подписывает «Закон о создании вооружённых сил» — Вермахта на основе Рейхсвера (нем. Gesetz über den Aufbau der Wehrmacht), который вступит в силу 16 марта 1935 года. В тот же день правительством Германии был опубликован декрет о введении всеобщей воинской повинности, установивший срок обязательной службы в один год. Призыву подлежали граждане мужского пола с 18 и до 45 лет. Вскоре срок службы будет увеличен и составит 2 года. Данное решение Гитлера связывают сугубо с удачным результатом Саарского референдума, которому последовало полуофициальное заявление немецкого правительства от 13 марта о полной свободе от обязательств Версальского мира, запрещающих Германии создание армии численностью более 100000 человек, подводного флота и военной авиации. Одним из последствий плебисцита должна была стать полная демилитаризация Территории Саарского бассейна по образу и подобию левого берега Рейна, как того требовали статьи 41, 42 и 43 Версальского мирного договора. В соответствии с этим, французский генеральный штаб направил немецким коллегам ноту с требованием ограничить полицейский и военный контингент на территории Саара, демонтировать сохранившиеся со времён Первой мировой войны военные объекты и казармы. В результате продолжительных переговоров немецкая сторона согласилась ограничить отряды полиции верхней границей в 1500 человек, согласилась на ограничение числа гражданских аэродромов — их оставалось 17, однако немцы категорически отказались от какого-либо ограничения пребывания в Сааре отрядов СА и отрядов СС. На этом Франция прекратила предпринимать бесплодные попытки изменить ситуацию в свою пользу — для неё Саар был потерян.
В 1936 году произведённый Гитлером в генерал-лейтенанты Вильгельм Кейтель по личному указанию Фюрера введёт войска в Рейнскую демилитаризированную зону и на территорию Саара. Кейтель вспоминал: «2 батальон 17 пехотного полка отрабатывал строевые приемы на Рыночной площади Саарбрюкена под нацеленными на город жерлами французских пушек» . Хотя батальоны и будут выведены в течение нескольких дней, Франция сочла Локарнские соглашения нарушенными. С этого момента начинается новая страница истории — вскоре начнётся Вторая мировая война и французы вновь смогут ввести в Саар свои войска. Ненадолго — в рамках Саарской наступательной операции 1939, предвосхищавшей начало Странной войны. По территории бассейна будет проходить масштабное фортификационное сооружение — Линия Зигфрида или, как выражались союзники, — «Западный вал», который в период с августа 1944 по март 1945 год прорывал и прорвал-таки Дуайт Эйзенхауэр ценой существенных потерь — США потеряли до 270000 человек. Рейхсминистр вооружений и боеприпасов Третьего рейха Альберт Шпеер вспоминал: "…в ходе дискуссии (за несколько дней до прорыва в районе Саарбрюккена) Кессельринг сообщил Рёхлингу, что через несколько дней Саар будет захвачен противником. Рёхлинг воспринял эту новость весьма безразлично: «Однажды мы уже теряли Саар и вернули его. Я хоть и стар, но уверен, что увижу, как он снова станет нашей собственностью». Эти слова оказались пророческими — Рёхлинг, уроженец Саарбрюккена, доживёт до второго Саарского референдума — он скончался в августе 1955. После капитуляции Германии Саар находится в ведении оккупационных войск до 1947 года, когда Контрольный совет Союзников передал Саар Франции. Французским протекторатом Саар будет в течение порядка 9 лет, а уже в 1954 году там пройдёт очередной референдум о статусе региона. Он будет проходить гораздо в более спокойной обстановке — Германия не планировала портить отношения с европейскими соседями ради сохранения в своём составе Саара. Франция, в свою очередь, не была озадачена очередной попыткой аннексии вопреки мнению граждан. Вопрос о статусе был выдвинут как прямая альтернатива: или Саар — часть Франции, или — Германии. В итоге подавляющее большинство (67.7 %) отдали свои голоса за вступление Саара в состав ФРГ на правах 11 федеральной земли. С того момента по сегодняшний день Саар является субъектом Федеративной республики Германия.

## Влияние на историю, политику и общество
Народное волеизъявление наглядно продемонстрировало мировому сообществу, что искусственно разделённый политическими махинациями немецкий народ всё так же сплочён, как это было раньше. Плебисцит и последовавший за ним ход событий приблизили неотвратимое начало Второй мировой войны. Проведённый в 1935 году Саарский плебисцит является в своём роде уникальным моментом истории — единственным референдумом, решение о котором было выработано международной конференцией и санкционировано Лигой Наций за 15 лет до ориентировочной даты проведения. Волеизъявление подтолкнуло Адольфа Гитлера к пролонгации начатого его предшественником на посту Рейхсканцлера — Куртом фон Шлейхером — процесса модернизации оборонной промышленности и перевооружения. Фюрер принял решение придать взятому курсу вид, несогласованный и не коррелирующий с условиями внешней политики и требованиями стран-гарантов Версальского мирного договора. Франция и Великобритания, не зная того, подарили Германии «верительную грамоту», которая позволила ей в считанные годы догнать европейских соседей по темпам роста экономики: за счёт милитаризации Германия вышла на передовые позиции по объёмам промышленного производства. Так, в период с 1936 по 1939 этот показатель увеличился на 37 %. Ускорив концентрацию производства и национализацию, набрав валютных долгов и инвестиций (+71 % на душу населения в рассматриваемый период), немецкое руководство определило направления «нового экономического порядка». Референдум стал отправной точной гитлеровского курса «мирной аннексии». И если в 1935 году Германия не располагала достаточной военной мощью для возможного насильственного присоединения региона, то в 1938 для успешного проведения референдума по
аншлюсу в Австрии Гитлер ввёл на её территорию войска численностью до 300000 человек. Такой ход совместно с ужасающего масштаба пропагандой дали свои плоды — едва ли не 100 % граждан Австрии, которую Гитлер вскоре лишит самого дорогого — собственного названия, проголосовали «за». А уже за этим последует не менее примечательное событие — Мюнхенский сговор, приведший к аннексии Судетской области (1938) — Невилл Чемберлен и Эдуар Даладье были готовы на всё, лишь бы Германия не развязывала в центре Европы очередные боевые действия. Так, фактически мирно, не проливая кровь, Германия существенно увеличила некогда урезанную территорию. На завершающем этапе «бескровного наступления» на страны центральной Европы Гитлер совершил, по его словам, «элегантный» ход — превратил части Чехии и публично объявившей о своей независимости Словакии — Богемию и Моравию в протекторат во главе с последним президентом Чехословакии — Эмилем Гахой. С учётом того, что нацистская Германия сделала трудовую повинность едва ли не обязательной, жители Саара, Австрии, Богемии, Моравии и Судет были мобилизованы и направлены на немецкие предприятия, преимущественного тяжёлой промышленности. Там жители присоединённых и аннексированных территорий вынуждены были работать на благо немецкой военной машины. За их счёт производственные мощности увеличились почти на 20 %. И если снабжение протектората Богемии и Моравии, а также гражданского населения Германии строжайшим образом контролировалось и было сильно урезано немецким руководством, то снабжение и довольствие вермахта выросло в несколько раз.
Нансеновская международная организация по делам беженцев взяла ответственность за успешное расселение саарских беженцев в Парагвае после 1935 года.

## Критика
- 23 октября 2015 года федеральный канцлер ФРГ Ангела Меркель приняла участие в памятной церемонии по случаю 80-летия Саарского плебисцита. Вместе с Аннегрет Крамп-Карренбауэр Меркель приняла участие в торжественных мероприятиях в столице Саара городе Саарбрюккен. Цель мероприятий — показать, что кризисы и проблемы в германо-французском сотрудничестве на фоне многочисленных различий между этими странами всегда могут быть с успехом разрешены[14].

- В 2015 году Хайко Маас, на тот момент министр юстиции и защиты потребителей ФРГ, в статье для газеты «Saarbrücker Zeitung», посвящённой 80-й годовщине плебисцита, заявил, что граждане Территории Саарского бассейна были вынуждены выступить за присоединение к Германии. «У вас нет выбора, когда речь идёт о выживании», — отметил Маас. Министр напомнил, что в период с 1933 по 1935 годы большое количество людей смогли найти убежище от нацистов именно в Сааре, а когда 13 января 1935 года свыше 90 процентов граждан проголосовали за союз с Германией, для тысяч саарцев началась так называемая «Одиссея». Маас пишет: «И сегодня мы не должны позволить бессовестным демагогам вбить клин между людьми»[15].

- Журналистка Ута Кирх в статье в «Saarbrücker Zeitung», приуроченной к открытию выставки «Саар. Европейская история», называет плебисцит «грехопадением». Исход волеизъявления Кирх связывает с деятельностью Йозефа Геббельса и подконтрольной ему организации «Немецкий фронт». По словам автора статьи, «возвращение на родину» Саара немцы отмечали как самый большой успех Адольфа Гитлера того времени[16].

## Освещение в культуре
Теме предстоящего плебисцита посвящён фильм Йориса Ивенса и Густава Реглера «Saarabstimmung und Sowjetunion» (1934). Пропагандистская лента ставит своей целью разубедить жителей региона голосовать за союз с Германией. В кинотеатрах Саара фильм транслировался всего один раз.
В 2018 году саарский режиссёр Майкл Кооб представил документально-фантастический фильм о том, как развивалась бы история Саара, если бы в 1935 году на плебисците жители выбрали бы статус-кво. Сатирическая картина «Das Statut» снята частично на основе фотографий и видеоматериалов о жизни региона в период с 1950 по 1980 годы. Автор задаётся вопросом, что было бы, если бы Саар превратился в суверенное карликовое государство, каким является Люксембург. Уникальность проекта заключается в переплетении исторических кадров 50-х и 60-х годов с интервью очевидцев и игровыми сценами, также зрителю представляют всевозможные переосмысления исторических событий. В главных ролях в фильме, балансирующем между реальностью и вымыслом, Мартин Брамбах и Али Бербер.